# Prosaptia ceylanica
Prosaptia ceylanica är en stensöteväxtart som beskrevs av Barbara S. Parris. Prosaptia ceylanica ingår i släktet Prosaptia och familjen Polypodiaceae. Inga underarter finns listade.